# Висока школа за електротехничко и рачунарско инжењерство Европског универзитета
Висока школа за електротехничко и рачунарско инжењерство Европског универзитета налази се у Цариградској улици бр. 28, 11000 Београд. Европски универзитет је 1984. године основао проф. др Милија Зечевић, Професор емеритус, који је и ректор Европског универзитета. Висока школа за електротехничко и рачунарско инжењерство је нова јединица Европског универзитета Факултета за инжењерски интернационални менаџмент који је основан 1993. године.
Овај Универзитет у Србији чине два факултета и две високе школе: Факултет за европски бизнис и маркетинг, Висока школа за трговину, хотелијерство и маркетинг, Факултет за инжењерски интернационални менаџмент и Висока школа за електротехничко и рачунарско инжењерство.
Студијски програм електротехничког и рачунарског инжењерства обухвата основне, мастер и докторске студије.
Сврха студијског програма Електротехничко и рачунарско инжењерство је образовање студената за препознатљиве и јасне информатичке професије и занимања, са циљем да се привреди, пословним системима и институцијама широког спектра, обезбеде квалитетни стручњаци који директно могу да се укључе у практичан рад у ИТ домену.
На смеру интернет технологије студенти стичу знања како да конструишу и направе интернет апликације и сложене сајтове користећи различите технологије као што су HTML, CSS, JavaScript, PHP, MySql, XML и многе друге.
На смеру рачунарство студенти стичу знања како да пројектују, развијају и изграђују софтверске системе, као и да обрађују, структуирају и управљају разним врстама информација. Смер рачунарства укључује софтверско инжењерство, микропроцесорску технику, објектно програмирање, информационе системе и информационе технологије.
По завршетку студија у складу са Законом о високом образовању студенти стичу диплому – Струковни инжењер електротехнике и рачунарства. У зависности од изабраног смера студенти добијају ближе одређење Инжењер интернет технологија или Инжењер рачунарства.